# Mas d'en Domènec
El Mas d'en Domènec és un mas situat al municipi de Botarell a la comarca catalana del Baix Camp.
Està situat al límit est de la població de Botarell amb Riudoms, al costa de la riera d'Alforja. La construcció actual és del segle xx, adjacent a l'antiga edificació del Mas del Domènech, del que es conserven restes puntuals.
El mas primitiu es va enderrocar i al costat s'hi va aixecar una nova edificació, de planta baixa i un pis, que té una teulada a dos vessants. Està construït amb toixanes i recobert amb arrebossat. Hi ha també un pou i una bassa, i un cobert lateral. El mas no s'habita habitualment, però té el primer pis en estat força bo. S'utilitza com a magatzem per deixar-hi els estris que es necessiten pels conreus que el mas té als voltants. El cobert no s'utilitza.